# 마쓰다이라 지카키요
마쓰다이라 지카키요(일본어: 松平知清, 1682년 ~ 1721년 9월 1일)는 에도 시대의 다이묘로, 시라카와 신덴 번의 초대 번주이다. 관위는 종5위하 도노모노카미(主殿頭)이다.
에치젠 마쓰다이라 가의 시라카와번주 마쓰다이라 나오노리의 넷째 아들로 태어났다. 아버지가 사망하고 형 모토치카가 번주가 되면서, 1712년, 형으로부터 1만 석 영지를 분할받아 시라카와 신덴 번을 세웠다. 1721년, 40세의 나이로 사망하였고, 장남 요시치카가 그 뒤를 이었다.
| 전임 마쓰다이라 다다나오 | 제1대 시라카와 신덴 번 번주 (에치젠 마쓰다이라 가문) 1712년 ~ 1721년 | 후임 마쓰다이라 요시치카 |